# Сангха
Сангха (бел. изговаря се Санга) (санскрит – събрание, множество) е название на практикуващите методите на Буда, независимо от школата. В Тхеравада традицията се има предвид общността на напълно посветените монаси, които са получили външните или пратимокша обети – 254 за монасите и 350 за монахините. Калу Ринпоче ги определя като „всички, които практикуват и предават думите и преживяването на Дхарма. В зависимост от степента на реализация на членовете си Сангхата бива Благородна и Обикновена. Благородната сангха се състои от тези, които са свободни от самсара и са достигнали стабилност на ума, която може да бъде опора за останалите. Обикновената Сангха се състои от всички останали практикуващи, които са взели решение да практикуват Будистката Дхарма и да подкрепят другите според капацитета и възможностите си. Двете заедно образуват т. нар. „рядко срещана Върховна Сангха“. Заедно с Буда и Дхарма Сангхата е една от „Трите Редки и Скъпоценни“ и е неотменима част от Будисткото Убежище. Също така понякога се говори за четириделната Сангха, която включва монасите, монахините, миряните и мирянките.